# Павлиноглазка подслеповатая
Павлиноглазка подслеповатая (Perisomena caecigena) — вид бабочек из семейства Павлиноглазки.

## Описание

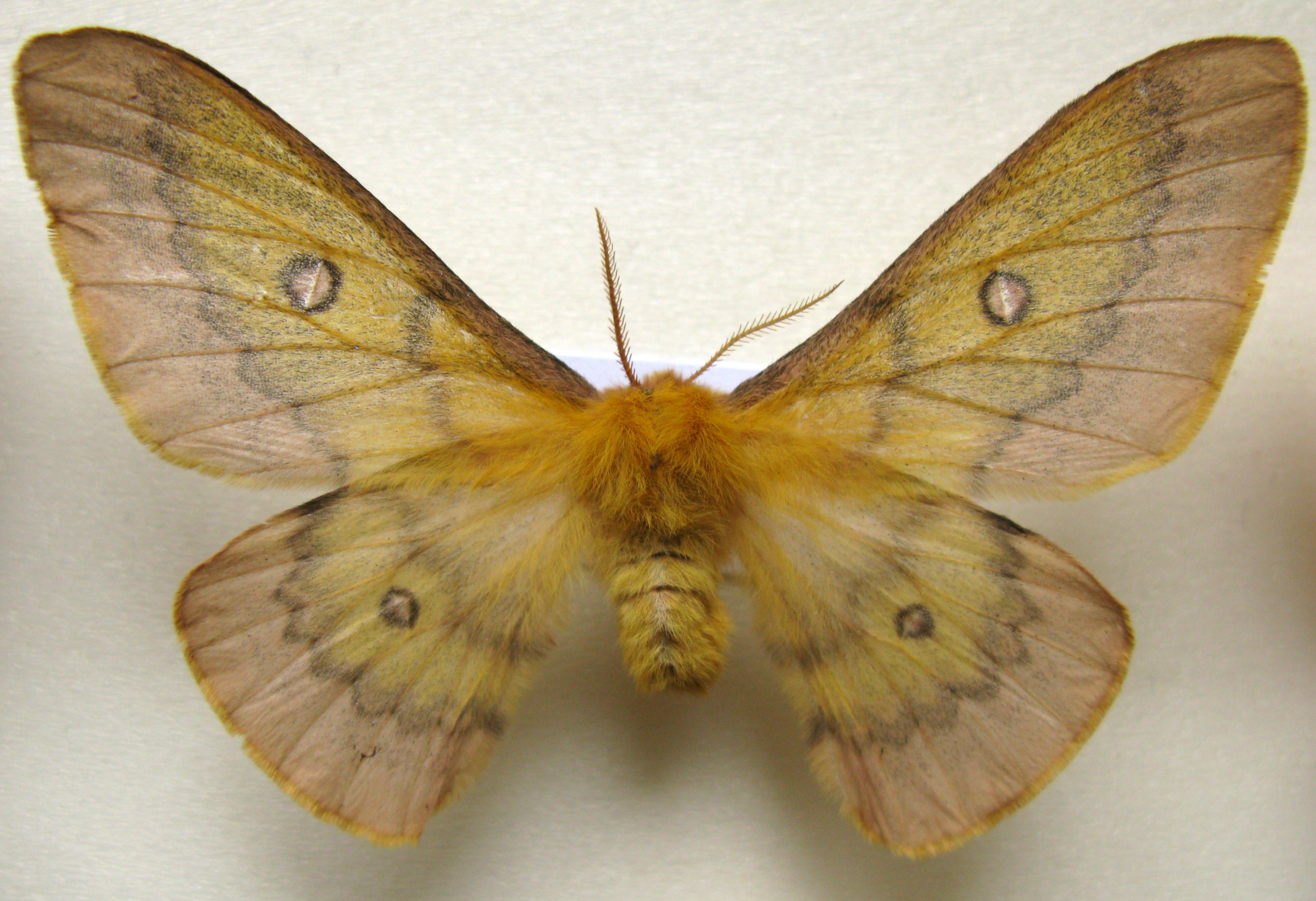
Самка

Размах крыльев 62-88 мм у самок, и 40-65 мм у самцов. Размах крыльев самок подвида stroehlei — до 90 мм. Окраска крыльев самца мягко-желтоватая с розоватым передним краем верхних крыльев и каймой аналогичного цвета вдоль внешнего края крыльев, окантованная бурой волнистой линией. Посреди крыльев имеется розовое пятно с неразвитым «подслеповатым» глазком. Основание крыла отграничено тонкой бурой поперечной перевязью. Рисунок на крыльях самок аналогичен рисунку на крыльях самцов, однако в цвете фона крыльев преобладают палево-розовые тона.
В год развивается одно поколение бабочек. Лёт отмечается с конца сентября до начала ноября.

## Ареал
Ареал вида охватывает в Италию (к востоку от Венеции, рядом с границей с Хорватией), далее ареал простирается с юго-восточной Австрии через Венгрию, Словению, Хорватию, Сербию, Албанию, Румынию, Болгарии и Греции. Также ареал включает в себя Турцию и Кавказ, Грузию, Армению и Азербайджан. Существует также изолированной популяции в горах Ливана и Израиля. Подвид stroehlei является эндемичным для горы Троодос на острове Кипр.

## Размножение
Гусеница в мае — июне развивается на кормовых следующих растениях: Quercus robur, Quercus petrea, Quercus pubescens, Quercus cerris, Quercus ilex, Populus alba, Populus nigra, Fraxinus, Pyrus, Prunus, Salix caprea.
Окукливание в овальном дырчатом светло-коричневом коконе. Зимует на стадии яйца.